# ヒメノアサガオ
ヒメノアサガオ（学名：Ipomoea obscura）はヒルガオ科サツマイモ属のつる性多年生草本。帰化植物。

## 特徴
茎は細く白色の毛があり、地面に接する部位から根を出し、長さ2–5 mになる。葉は長い葉柄をもち互生し、心形で長さ2–8 cm、葉先は鋭尖形～鋭形、基部は深く湾入した心形で全縁。花は腋生の花柄に単生、花冠は直径2.5 cmほど、白～淡黄白色で花筒底部は暗紫色を帯びる。萼は無毛。花が終わると花梗は肥大して下垂する。

## 分布と生育環境
熱帯アジア原産。オーストラリア、アフリカ、台湾等に広く帰化。沖縄島、南大東島、石垣島、与那国島など沖縄県内各地にみられる。かつて自生種と誤認され、沖縄県レッドデータブックで危急種に指定されたことがあるが、その後削除され、現在は指定されていない。

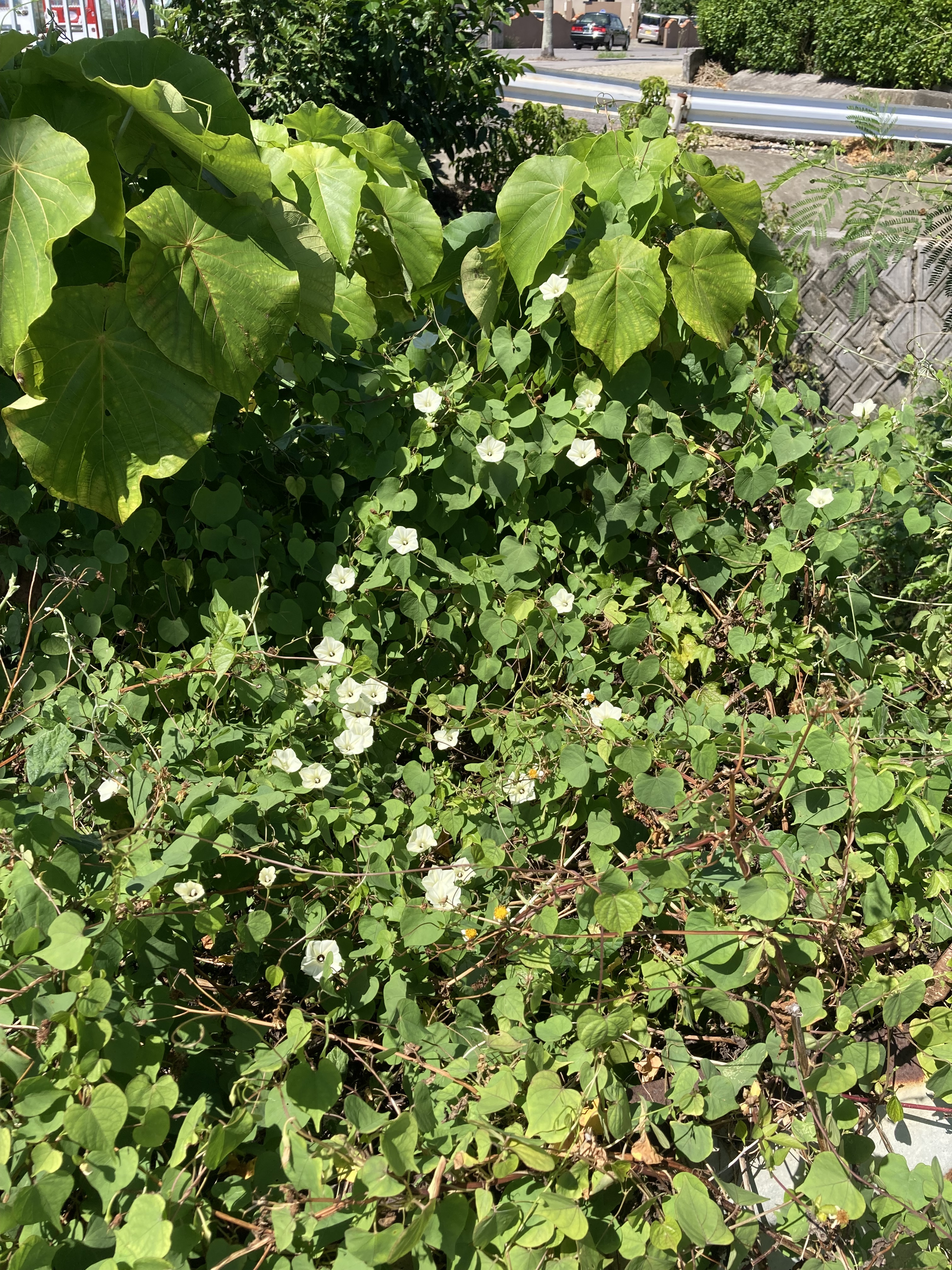
生育状況